# Barão de Cocais (ort)
Barão de Cocais är en ort i Brasilien.   Den ligger i kommunen Barão de Cocais och delstaten Minas Gerais, i den sydöstra delen av landet, 700 km sydost om huvudstaden Brasília. Barão de Cocais ligger 741 meter över havet och antalet invånare är 22 387.
Terrängen runt Barão de Cocais är kuperad åt nordväst, men åt sydost är den platt. Barão de Cocais ligger nere i en dal. Det finns inga andra samhällen i närheten.
Runt Barão de Cocais är det i huvudsak tätbebyggt. Runt Barão de Cocais är det ganska tätbefolkat, med 149 invånare per kvadratkilometer.